# Humphrey Cobb
Humphrey Cobb (5 septembre 1899 – 25 avril 1944) est un romancier et scénariste américain, auteur de Paths of Glory (Les Sentiers de la gloire) en 1935, sur l'affaire des caporaux de Souain de 1915.

## Jeunesse et Première Guerre Mondiale
Cobb naît à Sienne en Italie, de parents américains habitant à Florence. Ceux-ci l'envoient à l'école primaire en Angleterre et, à 13 ans, il part pour les États-unis pour poursuivre son éducation. Renvoyé de son lycée en 1916 (il a 17 ans), il part pour Montréal et s'engage dans l'armée canadienne pour se battre sur le front français (les États-unis n'entreront en guerre que le 6 avril 1917). Il y reste trois ans et participe notamment à la bataille d'Amiens. Il a été blessé et gazé.

## Les Sentiers de la gloire
Après la guerre, il entre dans la marine marchande et voyage autour du monde. Il est ensuite employé comme rédacteur par l'agence de publicité Young & Rubicam à New York. En 1934, il lit dans la presse un bref entrefilet : « Les Français réhabilitent quatre fusillés pour désobéissance en 1915. Les veuves obtiennent chacune un franc de dommages-intérêts ».
L'affaire, dite des caporaux de Souain, avait été dénoncée à la Chambre des députés à Paris le 24 avril 1921 par Jean Jadé, député du Finistère, ancien lieutenant d'infanterie, qui avait, au front, commandé la 18e compagnie du 336e régiment d'infanterie, régiment auquel appartenaient les quatre fusillés pour l'exemple.
Les quatre caporaux, Théophile Maupas, Louis Lefoulon, Louis Girard et Lucien Lechat (ce dernier revenant d'une dangereuse patrouille nocturne) reçurent l'ordre d'aller cisailler, en plein jour et sous le feu, les barbelés ennemis. Ils obéirent mais, incapables de traverser les 150 m du no man’s land, ils se terrèrent jusqu'à la nuit dans des trous d'obus, puis regagnèrent leurs lignes en rampant. Dès la relève, une fois leur régiment cantonné à Suippes, ils furent arrêtés pour refus d'obéissance et déférés au conseil de guerre le 16 mars 1915. Le capitaine Esquilbey, chef de bataillon, essaya vainement de les défendre. Condamnés à mort, ils furent exécutés à une heure de l'après-midi du 17 mars, devant tout le régiment assemblé sous la garde des dragons.
Humphrey Cobb en fait un roman intitulé Paths of Glory (Les Sentiers de la gloire) qui devient l'un des best-sellers américains de 1935 — en 1957, le réalisateur américain Stanley Kubrick s'inspire du livre et réalise un film du même nom qui ne sera projeté en France qu'en 1975.

## Scénariste et Seconde Guerre mondiale
De 1935 à 1940, Cobb travaille également comme scénariste. Il est entre autres le principal scénariste de La Révolte (San Quentin), un film de Lloyd Bacon de 1937, avec Humphrey Bogart. En 1938, il écrit un deuxième roman, None But the Brave, qui est publié sous forme de feuilleton dans le Collier's Weekly. Mais celui-ci obtient un moindre succès que son premier roman.
Pendant la Seconde Guerre mondiale, il travaille pour l'Office of War Information, créé en 1942 par le président Roosevelt. Il y écrit de la propagande destinée à l'étranger.
Au moment de sa mort, en 1944, Cobb travaille comme rédacteur pour Kenyon & Eckhardt, une agence de publicité de New-York.